# Liebespaar (Gemälde)

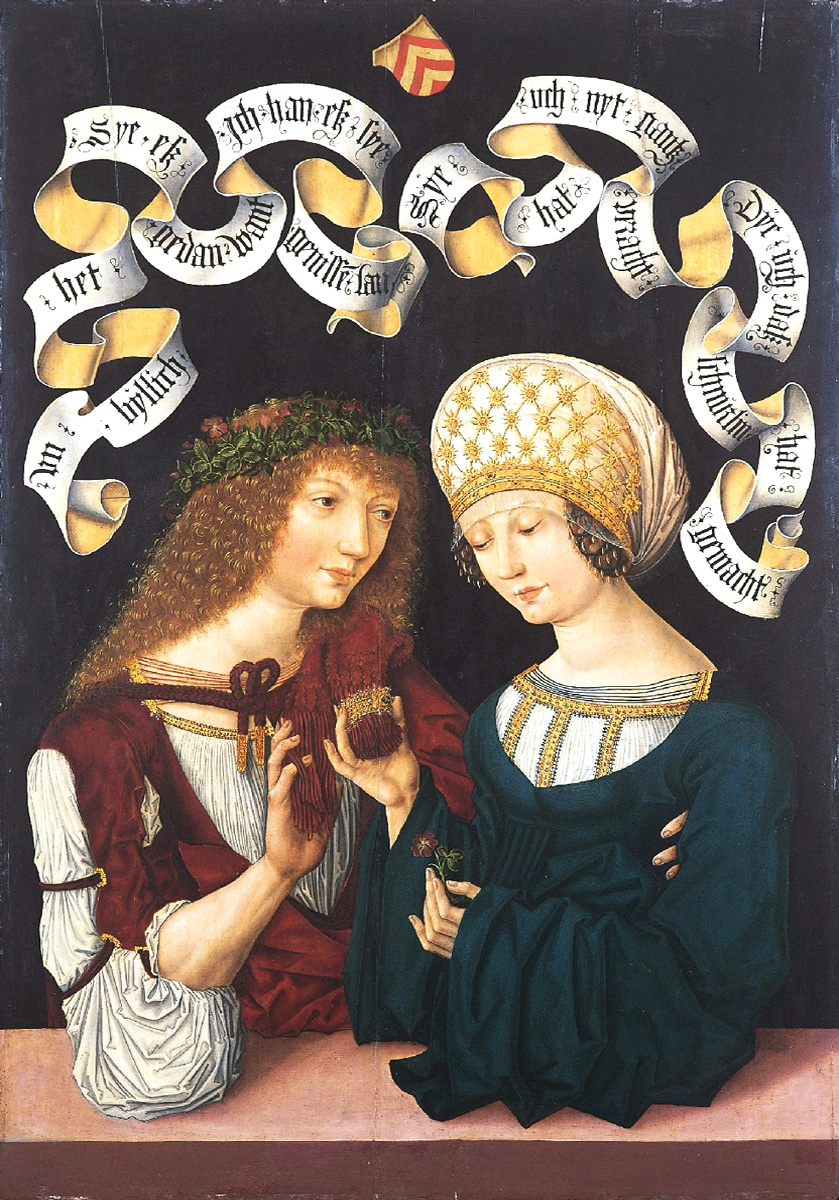
Liebespaar, Tafelgemälde des Hausbuchmeisters

Liebespaar, auch Gothaer Liebespaar, ist die Bezeichnung für ein Doppelbildnis, das im Spätmittelalter um 1480 entstand und dem Hausbuchmeister (Zeichnerhand Ib) zugeschrieben wird. Es handelt sich um das erste großformatige Doppelbildnis in der deutschen Tafelmalerei, das eine weltliche, nicht-liturgische Szene darstellt.

## Bildbeschreibung
Das Bild hat ein Format von 118 cm × 82,5 cm und ist farblich in einem kühlen, fast herben Grundton gehalten. Es ist sehr kontrast- und detailreich gestaltet. In diesen Details strahlt es eine natürliche Frische und Anmut aus, die die strenge Stilisierung des kühlen Grundtons durchbricht.
Das Bild zeigt zwei sich liebevoll zuneigende Personen unter zwei Spruchbändern sowie dem gräflichen Hanauischen Wappen.
Zum Zeichen ihrer Liebe trägt der Mann einen Kranz wilder Rosen auf seinem Haar und die Frau eine Heckenrose in ihrer Linken. Die Frau greift behutsam nach dem golddurchwirkten „Schnürlein“ in der Mitte des Bildes, von dem im Zwiegespräch der beiden Liebenden in den Spruchbändern über den Figuren die Rede ist.  Ein „Schnürlein“ wurde im Mittelalter als Treuesymbol an der Kleidung getragen, in diesem Fall am Ende der Gugel. Der Brauch beruht auf einer Textstelle im Alten Testament (Mose 4,15,38):

„Und der HERR sprach zu Mose: Rede mit den Kindern Israel und sprich zu ihnen, daß sie ihnen Läpplein machen an den Fittichen ihrer Kleider unter allen euren Nachkommen und gelbe Schnürlein auf die Läpplein an die Fittiche tun.“

Das Hanauische Wappen (drei rote Sparren auf goldenem bzw. gelbem Grund) stand zur Zeit der Entstehung des Bildes um 1480 für die Grafschaft Hanau-Münzenberg. Als dargestellte Personen werden deshalb Graf Philipp I. von Hanau-Münzenberg (1449–1500) und Margarete Weißkircher angenommen, mit der dieser nach dem Tod seiner Gattin Adriana von Nassau (1449–1477) zusammenlebte. Das Bild wäre dann vielleicht anlässlich seiner ersten Pilgerreise ins Heilige Land (1484–1485) entstanden. Gegen diese Identifizierung wurden in jüngerer Zeit Einwände von historischer Seite erhoben. So kämen bei dem Wappen auch die Herren von Eppstein (drei rote Sparren auf silbernem bzw. weißem Grund) in Frage, sofern das Gelb ein Effekt der mehrfachen Übermalung mit gelblichem Firnis ist.

## Inhalt und Interpretation des Spruchbandes
Über dem Paar schwebt ein zweigeteiltes Spruchband. Neben der Initiale (dem schmückenden „S“) des rechten Spruches gegenüber dem schmucklosen „U“ der linken Seite zeigt auch der Inhalt der Zwiesprache an, dass die Aussage der Frau in der rechten Bildhälfte am Anfang steht und der Mann die Aussage erwidert. Der in alemannischer Mundart verfasste Text lautet:
- Frau (Spruchband der rechten Bildseite): Sye hat uch nyt gantz veracht Dye uch daß schnurlin hat gemacht.
- Mann (Spruchband der linken Bildseite): Vn byllich het Sye eß gedan want Ich han eß sye genissē lan.

Ins heutige Deutsch übertragen lautet das Spruchband in etwa wie folgt:
- Frau: Sie hat Euch nicht ganz verachtet, die Euch das Schnürlein hat gemacht.

(frei übersetzt: Sie, die Euch das Schnürlein hat gemacht, hat Euch sehr gern.)
- Mann: Und billig hätt´ sie es getan, weshalb ich habe es sie genießen lassen.

(frei übersetzt: Und mit Recht hat sie es getan, weshalb ich habe es ihr wohl ergehen lassen.)
Ähnlich Gertrud Rudloff-Hille in einer gereimten Übertragung:
- Sie hat euch nicht ganz veracht, die euch dies Schnürlein hat gemacht!
- Und mit Recht hat sie's getan, hat sie doch ihren Anteil dran.[9]

Es handelt sich um ein Treueversprechen des Paares, das – durch Kleidung und das Geschenk des golddurchwirkten Schnürleins – in standesgemäßer und damit ebenbürtiger Art und Weise dargestellt ist. Der Mann versichert, für das Wohl der Frau gesorgt zu haben (und damit auch in der Zukunft zu sorgen). Vorausgesetzt, es handelt sich um den genannten Philipp I. von Hanau-Münzenberg, würde dies mit der Tatsache konform gehen, dass eine Heirat bei bürgerlicher Herkunft der Margarete Weißkircher für einen Grafen nicht standesgemäß und damit nicht erlaubt war. Das Treueversprechen hätte aber auch dann einen logischen historischen Bezug, wenn es sich bei der Abbildung um eine idealisierte Darstellung der spätmittelalterlichen Liebe handelt und keine optische Ähnlichkeit mit den gemeinten Personen hergestellt wurde.
Die in den 1990er Jahren publizierte Sichtweise, es handele sich beim Inhalt der Spruchbänder um die Thematisierung einer „unbilligen“ im Sinne von „unrechtmäßigen“ Mesalliance, wurde in neuerer Zeit zurückgewiesen. Einer Lesart von Un byllich als Unbillig steht allein schon aus technischer Sicht entgegen, dass zwischen allen Wörtern des Spruchbandes grafische Trennzeichen stehen, so auch zwischen diesen beiden. Die Intention des Bildes wird gleichwohl bis in die Gegenwart kontrovers diskutiert, was sowohl an der Bildsprache als auch der nicht vollständig erschließbaren Lesart des Spruchbandes liegt, das mehrdeutige Auslegungen ermöglicht. So wird weibliche Eifersucht als Liebesbeweis im Sinne der Liebeslehre des Andreas Capellanus in den Attributen vermutet, und mit dem Bild eine zeitübergreifende Apotheose auf die Geheimnisse der Liebe dargestellt. Dies setzt aber eine völlig andere Lesart des Spruchbandes voraus: Eine von der Frau angesprochene, andere weibliche Person hätte demnach schon vor der hier dargestellten Liebesbeziehung das Schnürlein des Mannes angefertigt.

## Ausstellung

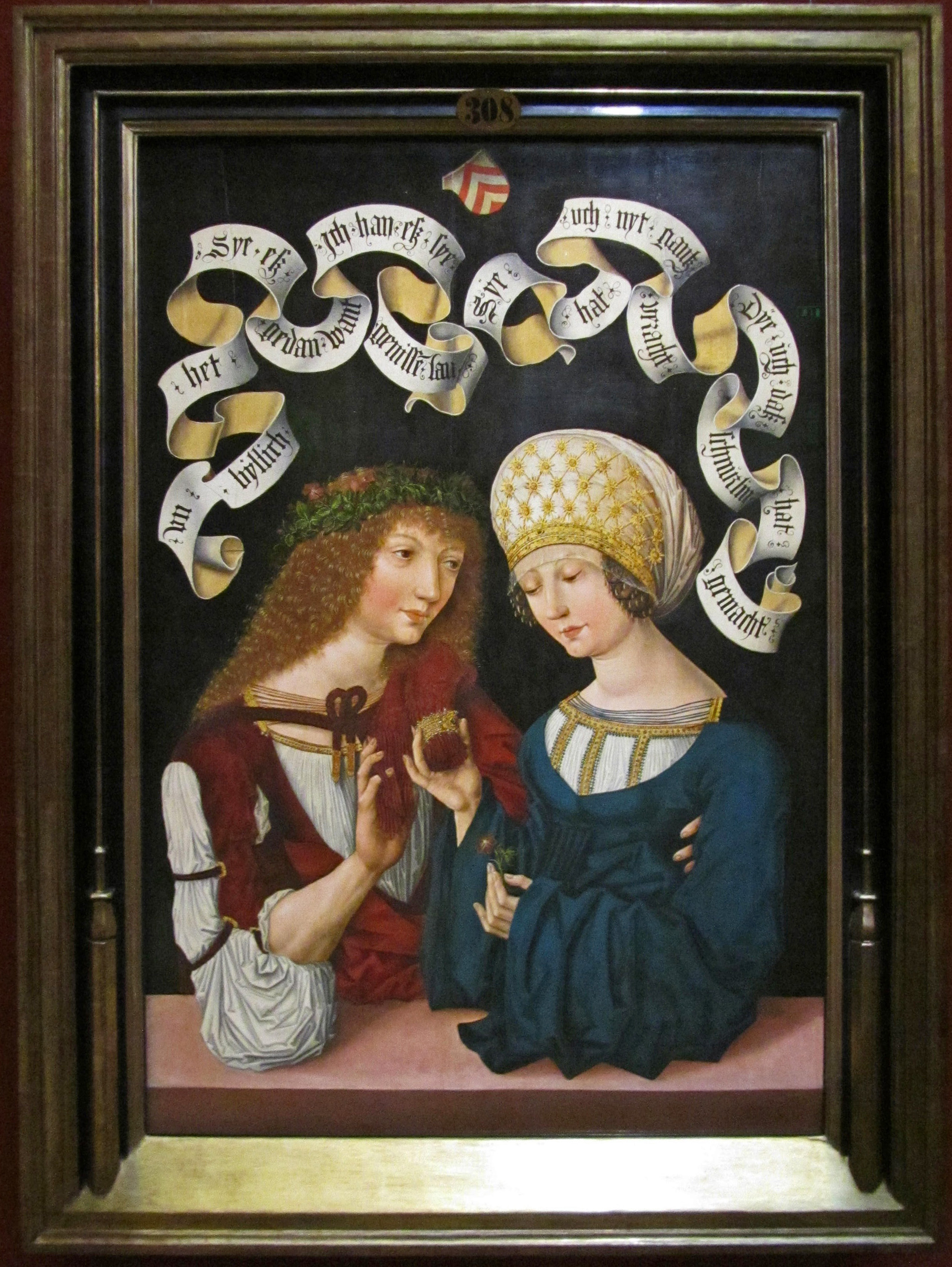
Das Gothaer Liebespaar in der Ausstellung des Herzoglichen Museums

Das Bild befindet sich seit mindestens 1854 in Gotha und ist seit Oktober 2013 Teil der Gemäldesammlung des Herzoglichen Museum Gotha. Nach einer Restaurierung war es ab 1997 im Schlossmuseum auf Schloss Friedenstein ausgestellt. Eine Ausstellung von 1998 unter dem Titel „Jahreszeiten der Gefühle. Das Gothaer Liebespaar und die Minne im Spätmittelalter“ übernahm weitgehend die Sichtweise von Daniel Hess, nach der die Identität der dargestellten Personen mit Philipp I. von Hanau-Münzenberg eindeutig geklärt und das Bild anlässlich der Pilgerreise im Jahre 1484 entstanden sei.
Ein ähnlich aufgebautes Bild mit entsprechendem Textbezug aus Mainz ist nur kopial im Stammbuch der Familie Eisenberger erhalten, dieses stammt jedoch aus dem späten 16. Jahrhundert.